# AMG-3
AMG-3 je analgetik koji je kanabinoidni agonist. On je derivat Δ8THC koji je supstituisan sa ditiolanskom grupom u 3-poziciji bočnog lanca. AMG-3 je potentan agonist CB1 i CB2 receptora sa Ki od 0,32 nM na CB1 i 0,52 nM na CB2.